# 古川竹二
古川竹二（1891年—1940年2月），日本教育學家、心理學家，長崎縣人。因為提出血型性格學說而聞名。

## 經歷
古川竹二畢業於第五高等學校後進入東京帝國大學文學院大學教育學系。後任教於東京女子高等師範學校（今御茶水女子大學）和該校附屬中學。
1927年古川竹二發表在期刊《心理學研究》的「血液型による氣質の研究」等一系列相關論文，首次提出人類血型與先天性格有關聯。

## 著作
- 『血液型と気質』三省堂、1932年
- 『血液型と民族性』共立社、1932年